# Beyond the Sea (film)
Beyond the Sea è un film statunitense del 2004 co-prodotto, co-scritto, diretto e interpretato da Kevin Spacey, incentrato sulla vita del cantante Bobby Darin, noto negli anni cinquanta e anni sessanta.

## Produzione
Fra i personaggi del film figura anche Sandra Dee, attrice-cantante che di Darin fu moglie dal 1961 al 1967. Il titolo riprende pari pari quello di una fra le più note canzoni di Darin, appunto Beyond the Sea.